# Pelopsz (mitológia)
Pelopsz (görögül: Πέλοψ, jelentése: „iszapos arc”) Tantalosz és Dióné fia, Niobé öccse. Apja egy lakomán feldarabolta és feltálalta testét, hogy próbára tegye az istenek mindentudását, azok azonban tartózkodtak az ételtől, Démétér kivételével, aki még mindig elrabolt lányát, Perszephonét gyászolta. Démétér véletlenül megette Pelopsz bal vállát, amit az istenek elefántcsonttal pótoltak, mikor életre keltették az ifjút.

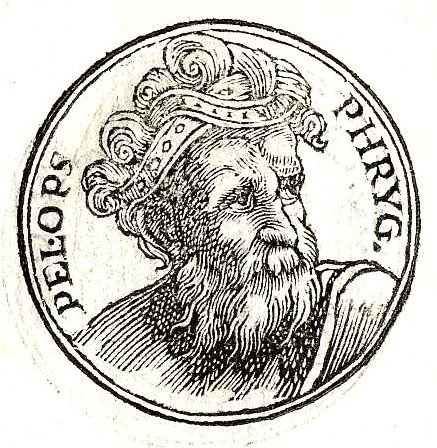

Az új életet kapott ifjú Poszeidón kegyeltje lett, aki felvitte az Olümposzra azzal a céllal, hogy istenné teszi. Pelopsz azonban néhány év elteltével visszatért a halandók közé, örökös ármányok és háborúskodások közé.
Feleségét, Hippodameiát csak úgy vehette el, ha legyőzi leendő apósát, Oinomaoszt kocsiversenyzésben. Imában kért segítséget Poszeidóntól, hiszen ha elveszti a kocsiversenyt Oinomaosszal szemben, halál vár rá. Meghallgatva az imát, Poszeidóntól szárnyas lovakat és aranyszekeret kapott, Oinomaosz kocsisát pedig megvesztegette, így a verseny döntő pillanatában Oinomaosz kocsijából kiesett a viaszra kicserélt szeg, Oinomaosz halálra zúzta magát.
Hogy megszerezze Árkádia területét, Sztümphalosszal kellett harcolnia. Mivel azonban a harcok során egyik sem bírt a másikkal, Pelopsz színleg békét kötött vele, majd lakomára hívta s megölte, testét ezután feldarabolta és a tengerbe szórta.
Gyermekei közül említésre Atreusz, Pittheusz és Thüesztész és Alkathoósz érdemes.